# Jonathan Nemer
Jonathan Nemer (São Paulo, 19 de julho de 1985), é um humorista, advogado, roteirista, ator e youtuber brasileiro. Ele recebeu destaque após participar nos programas The Noite com Danilo Gentili, Encontro com Fátima Bernardes, entre outros. Desde sua infância, reside em Marília, São Paulo.

## Carreira no YouTube e entretenimento
Jonathan começou a publicar vídeos em seu canal pessoal em 2010, e 3 anos depois, em parceria com Thiago Balda, criou o canal Desconfinados, um dos maiores canais de humor do Brasil e parte dos 100 maiores canais de humor da América Latina. Desde então, apresenta seu show de Stand Up por várias partes do Brasil, já tendo passado por 26 Estados e ter feito shows nos Estados Unidos.
1. ↑  «Jonathan Nemer». Famous Birthdays (em inglês). Consultado em 8 de junho de 2025
2. ↑  «Mãe do humorista cristão Jonathan Nemer anuncia divórcio após 45 anos casada». Folha Vitória. 3 de abril de 2025. Consultado em 8 de junho de 2025
3. ↑  «Com mãe na UTI há mais de 2 meses, humorista diz que mudou de opinião sobre Covid: 'Pior experiência das nossas vidas'». G1. 19 de junho de 2021. Consultado em 8 de junho de 2025
4. 1 2  «Jonathan Nemer». www.jonathannemer.com.br. Consultado em 8 de junho de 2025
5. ↑  Soares, Rafaella (19 de novembro de 2021). «Famoso internacionalmente, Jonathan Nemer apresentará novo stand up em Anápolis e Goiânia». Portal 6. Consultado em 8 de junho de 2025
6. ↑  The Noite com Danilo Gentili (16 de maio de 2023), Entrevista com o humorista Jonathan Nemer e sua mãe Sara Nemer | The Noite (15/05/23), consultado em 8 de junho de 2025
7. ↑  Jonathan Nemer (26 de junho de 2015), Jonathan Nemer no Encontro com Fátima Bernardes, consultado em 8 de junho de 2025
8. 1 2  «Jonathan Nemer presents "The worst year of my life" today in Maringá» (em inglês). 9 de abril de 2022. Consultado em 8 de junho de 2025
9. ↑  «'O Pior Ano da Minha Vida', de Jonathan Nemer, chega ao Recife neste sábado (2)». www.folhape.com.br. Consultado em 8 de junho de 2025
10. ↑  Wolff, Vitor (7 de junho de 2025). «São José recebe o show humorístico de Jonathan Nemer». SCTODODIA. Consultado em 8 de junho de 2025